# Agarodes distinctus
Agarodes distinctus là một loài Trichoptera trong họ Sericostomatidae. Chúng phân bố ở miền Tân bắc.